# Der Herr der Steppe
Der Herr der Steppe ist ein US-amerikanischer Stummfilmwestern aus dem Jahr 1922 von Lynn Reynolds mit Tom Mix in der Hauptrolle. Der Film wurde von der Fox Film Corporation produziert und basiert auf dem Roman Alcatraz von Max Brand.

## Handlung
Der Cowboy Jim Ferris wird von Marianne Jordan engagiert, um einen wilden Mustang einzufangen, der die Pferde ihres Vaters von der Ranch in seine Herde gelockt hat. Der Mustang hat den Mann, der ihn ausgepeitscht hat, bereits getötet und sinnt nun auf Rache an denen, die ihn misshandelt haben, darunter Lew Hervey, Vorarbeiter der Jordan Ranch, der die Pferde heimlich gestohlen hat.
Nachdem Jim den Hengst vor weiteren Schlägen bewahrt hat, zeigt der seine Dankbarkeit, indem es er Jim und Marianne rettet, als Hervey und ein anderer Viehdieb versuchen, sie zu töten.

## Hintergrund
Tom Mix war ein echter Cowboy mit Ranch-, Rodeo- und Stunterfahrung. 1914 sah seine Frau Olive ein Fohlen, das hinter einem Wagen auf dem heutigen Glendale Boulevard in Los Angeles gezogen wurde, und rief den Pferdetrainer und Schauspieler Pat Chrisman an, wie Robert S. Birchard in seinem Buch „King Cowboy: Tom Mix and the Movies“ (1993) berichtet. Chrisman, ein Stammgast in Tom-Mix-Filmen, zahlte 14 Dollar für das Fohlen (2024: ca. 440 Dollar). Drei Jahre später verkaufte Chrisman das trainierte Pferd für 600 Dollar an Tom Mix (2024: ca. 14.700 Dollar). 1922 war das Tony getaufte Pferd fast so beliebt wie Mix selbst.
Der spätere Schauspieler George O’Brien arbeitete bei diesem Film als Produktionsassistent.
Uraufgeführt wurde der Film Anfang August 1922 in New York.

## Kritiken
In seinem Review für des Portal „Not Coming to a Theater Near You“ schrieb Cullen Gallagher, dass es in dem Film bei einer 66-minütigen Laufzeit eine unglaubliche Anzahl von Nebenhandlungen, die ineinandergreifen und den Film noch spannender und spannungsgeladener machen, gebe. Jede weitere Szene bringe eine weitere Komplikation mit sich. Eine solche Handlung würde planlos erscheinen, wenn der Film nicht so sparsam betitelt und inszeniert wäre, ganz zu schweigen von dem lockeren Tempo. Sein geschickter Umgang mit den Konventionen des Westerns sei bewundernswert.